# Daniel González Rojas
Daniel González Rojas (Sevilla, 18 de marzo de 1988) es un político sevillano de Izquierda Unida. Fue portavoz municipal de dicha formación en el Ayuntamiento de Sevilla y candidato a la alcaldía en las elecciones municipales de 2015. En el mandato 2019-2023 repitió como concejal, esta vez dentro de la coalición de Adelante Sevilla. En las elecciones municipales de 2023, cerró la lista de la candidatura Con Podemos-Izquierda Unida.

## Trayectoria política
Militante de Izquierda Unida y del Partido Comunista de España desde los 18 años. Miembro del Comité Local del PCA en Sevilla y del Comité Central a nivel andaluz, también del Consejo Andaluz de IULV-CA y coordinador de la Asamblea de Izquierda Unida en Triana y Los Remedios.
Fue el pionero de su familia al afiliarse al Partido Comunista de España cuando en su casa votaban al PSOE. En un perfil personal del Diario de Sevilla  se recoge que "le apasiona la política desde que era niño, tanto que con siete u ocho años jugaba con los clicks de Playmobil a que uno era Felipe González, otro Aznar y otro Julio Anguita y escuchaba en la radio los debates del estado de la nación con su abuelo".
Desde finales de 2011 hasta finales de 2015 fue coordinador de ALEAS Andalucía, participando activamente en la elaboración de la Ley Integral de Transexualidad de Andalucía.
En febrero de 2014 es nombrado Coordinador provincial de Derechos de la Ciudadanía, Participación y Voluntariado de la Junta de Andalucía, colaborando en la elaboración del Anteproyecto de Ley de Participación Ciudadana de Andalucía.
El 14 de febrero de 2015 fue elegido como cabeza de lista de su formación con un apoyo del 89 por ciento en una Asamblea Abierta en el Centro Cívico Su Eminencia con la presencia Cayo Lara, coordinador federal de Izquierda Unida.
Antes de ser candidato, era conocido en la red social Twitter como @rojosevillano y por su blog "A la izquierda del Guadalquivir" donde desgranaba la actualidad política de la ciudad con crítica y humor.
En 2016 denunció al periodista Álvaro Ojeda Sacaluga por haberle censurado en un vídeo, y solicitaba retirar dicho vídeo, que el autor se disculpase, y que cumpliera con una pena de tres meses con una cuota diaria de 15 euros y 1.000 euros como responsabilidad civil. Finalmente la jueza Elvira Alberola Mateos concretó que el vídeo no contenía provocación, absolviendo entonces a Ojeda. La denuncia se originó debido a que el portavoz publicó en la red social Twitter imágenes religiosas definiéndolas como muñecos.
Tras la XXI Asamblea de IULV-CA es miembro de la Coordinadora Andaluza y pertenece a la Comisión Colegiada como responsable de política institucional en ciudades de más de 50.000 habitantes. También fue miembro de la Coordinadora Federal de IU y de la dirección de Alberto Garzón, donde llegó a ser, por breve tiempo, responsable de Política Municipal.

### Elecciones municipales 2015
IU se presentó a las municipales de 2015 en la ciudad de Sevilla con un programa de casi 900 propuestas elaboradas en un proceso de participación ciudadana que arrancó en noviembre de 2014 y que, en casi seis meses, supuso la recogida de centenares de iniciativas, a través de la plataforma web www.parasevillaqueremos.com, y la celebración de más de 150 reuniones con organizaciones de carácter social, vecinal, sindical, asociaciones profesionales o económicas, así como con colectivos de múltiples sectores y territorios.
Izquierda Unida basó su campaña electoral en ir barrio a barrio explicando sus propuestas junto a la militancia. En una crónica de El Correo de Andalucía se recoge: "IU está derrochando en esta campaña. Y mucho. La formación que encabeza Daniel González Rojas en Sevilla se patea todos los días de campaña la ciudad, de punta a punta, con un dispendio de... de todo menos dinero. De ilusión, de entrega de sus militantes, de trabajo..."
Durante la campaña electoral de las municipales de 2015 se publicó un video donde se mostraba el lado más humano del candidato. A lo largo de cuatro minutos, las personas que aparecen en el vídeo hablan de sus experiencias y anécdotas vividas con él y esgrimen las razones por las que consideran que este ingeniero informático de 27 años, del barrio de Triana, es la persona más indicada para ser el próximo alcalde de la capital hispalense.El coordinador andaluz de IU, Antonio Maíllo, dice de él que es “un hombre cercano, comprometido, que sabe escuchar, que conoce los problemas de los barrios y de su gente y que, por tanto, es lo que necesita la ciudad”.
El cierre de esa campaña fue en un acto público en el Muelle de la Sal junto a Antonio Maíllo, Cayo Lara y Alberto Garzón.
El domingo 24 de mayo, la candidatura de Izquierda Unida obtuvo 19.203 votos (un 5,97%) y dos concejales: Daniel González Rojas y Eva Oliva.
El 13 de junio de 2015 toma posesión como concejal prometiendo sobre la constitución para "seguir luchando por la paz, la justicia y la libertad. Por la República y el Socialismo".

### Elecciones municipales 2019
El 4 de marzo de 2019 se ratificó la candidatura de Adelante Sevilla (coalición donde se integra Izquierda Unida junto a otras fuerzas como Podemos, Equo y colectivos independientes) de cara a las elecciones municipales de 2019. En dicha candidatura, González Rojas ocupa el segundo puesto.
En junio de 2020, tras una reestructuración del grupo municipal, pasó a ser portavoz de Adelante Sevilla sustituyendo en el cargo a Susana Serrano.
En septiembre de 2022, comenzó a compatibilizar su labor como portavoz municipal en el Ayuntamiento como profesor de instituto.

### Elecciones municipales 2023
Para las elecciones municipales de 2023, en la ciudad de Sevilla se conformó una lista unitaria con Podemos, Izquierda Unida, Más País, Equo y otras formaciones de izquierda. González Rojas cerró la lista de dicha candidatura en la posición 31.

## ‘No te preocupes’, su primera novela
‘No te preocupes. Recuerdos de aquella gris cafetería’ es la primera novela publicada por Daniel González Rojas, que ha sido editada por Punto Rojo Libros e ilustrada por el propio Rojas. El título es, según el autor, una llamada al optimismo, a la necesidad de relativizar las cosas y de ver los problemas a cierta distancia. 
En ‘No te preocupes. Recuerdos de aquella gris cafetería’ conocemos a Mario Acosta, un joven que intenta evadirse de su vida precaria a través de la escritura y del amor.

## Trayectoria personal
Estudió Ingeniería en Informática en la Universidad de Sevilla (2006-2011) trabajando en el sector privado como profesor, diseñador web y programador en administración electrónica hasta 2014. Ha cursado estudios en el Máster Universitario en Lenguajes y Sistemas Informáticos en la UNED.
En ePolitic.org y en su blog personal se puede encontrar su currículo completo.
En septiembre de 2022 tomó posesión como profesor de informática en un instituto al obtener un vacante, anunciándolo en sus redes sociales: "Esta mañana he tomado posesión como profesor de secundaria en un instituto. El curso pasado sólo estuve pocos días cubriendo una baja, así que esto es un paso importante y emocionante para alguien que siempre quiso ser profesor".